# مقبرة مونبارناس

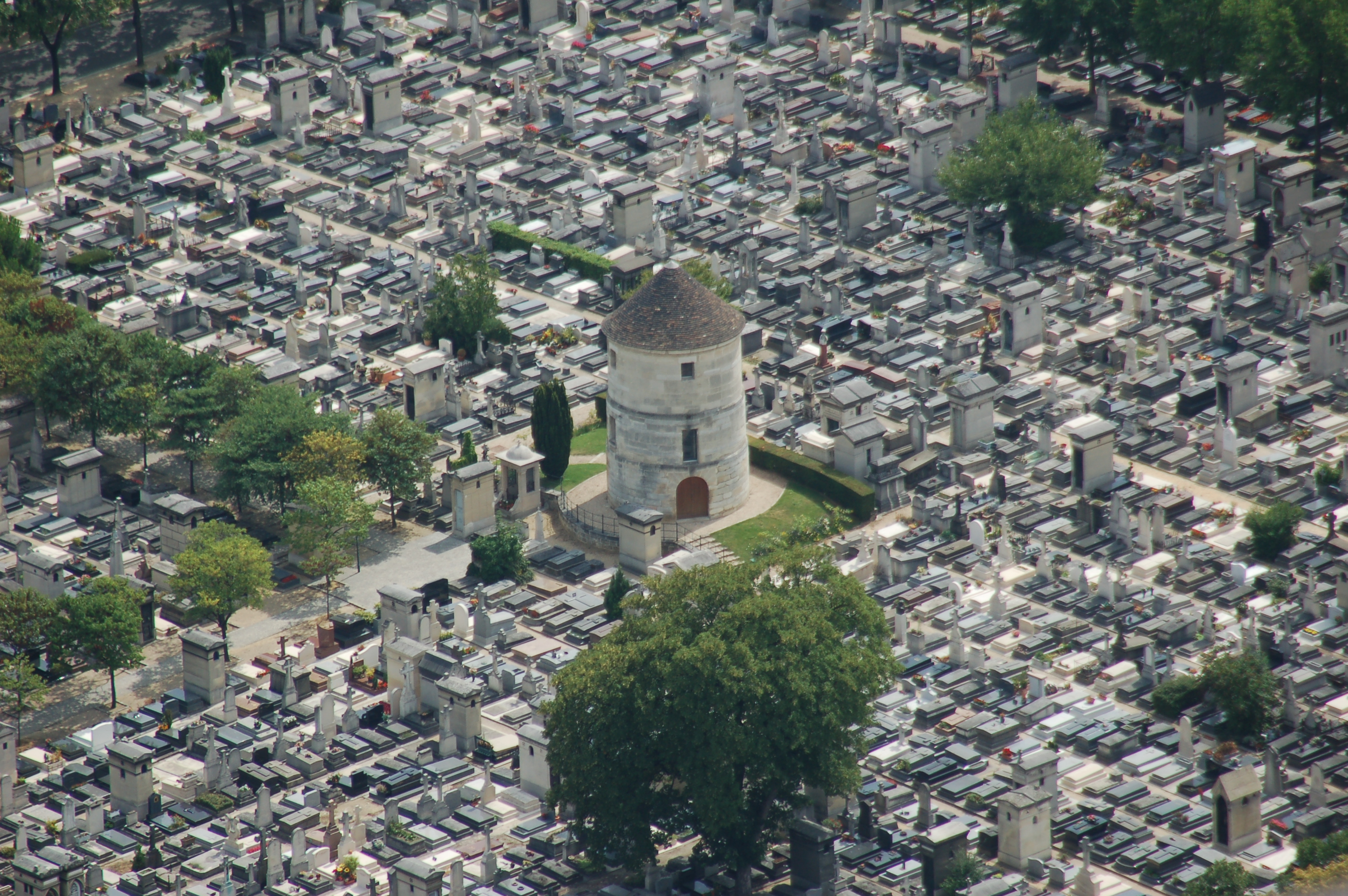
صورة عامة لمقبرة مونبارناس

مقبرة مونبارناس (بالفرنسية: Cimetière du Montparnasse) هي مقبرة تقع في حي مونبارناس بالمنطقة الرابعة عشرة من العاصمة الفرنسية باريس.

## التاريخ
أنشئت مقبرة مونبارناس، في موقع كانت تشغله ثلاثة حقول، سنة 1824. وعُرفت عند إنشائها باسم «المقبرة الجنوبية» (بالفرنسية: Le Cimetière du Sud). وكانت مقبرة مونبارناس واحدة من عدة مقابر أنشئت في ضواحي العاصمة الفرنسية في القرن التاسع عشر لتكون بديلة للمقابر الملغاة التي كانت موجودة في وسط المدينة، ومن تلك المقابر التي استحدثت في القرن التايع عشر مقبرة مونمارتر في الشمال (1825)، ومقبرة بير لاشيز في الشرق (1804)، ومقبرة باسي في الوسط (1820).

## مدفن للأجانب
دُفن بالمقبرة العديد من رموز الفكر والفن في فرنسا، إلى جانب العديد من الأجانب الذين استوطنوا فرنسا، مما جعل المقبرة واحدة من المقاصد السياحية المهمة في باريس. توجد بالمقبرة أيضًا نصب تذكارية لرجال الشرطة والإطفاء الذين لقوا حتفهم أثناء أداء واجبهم في العاصمة الفرنسية.
كان القسمان 5 و30 من المقبرة في الأصل مقبرة يهودية محاطة بسور مستقل، وتحتويان حاليًا على العديد من القبور اليهودية.

## مشاهير دفنوا بالمقبرة

### أ

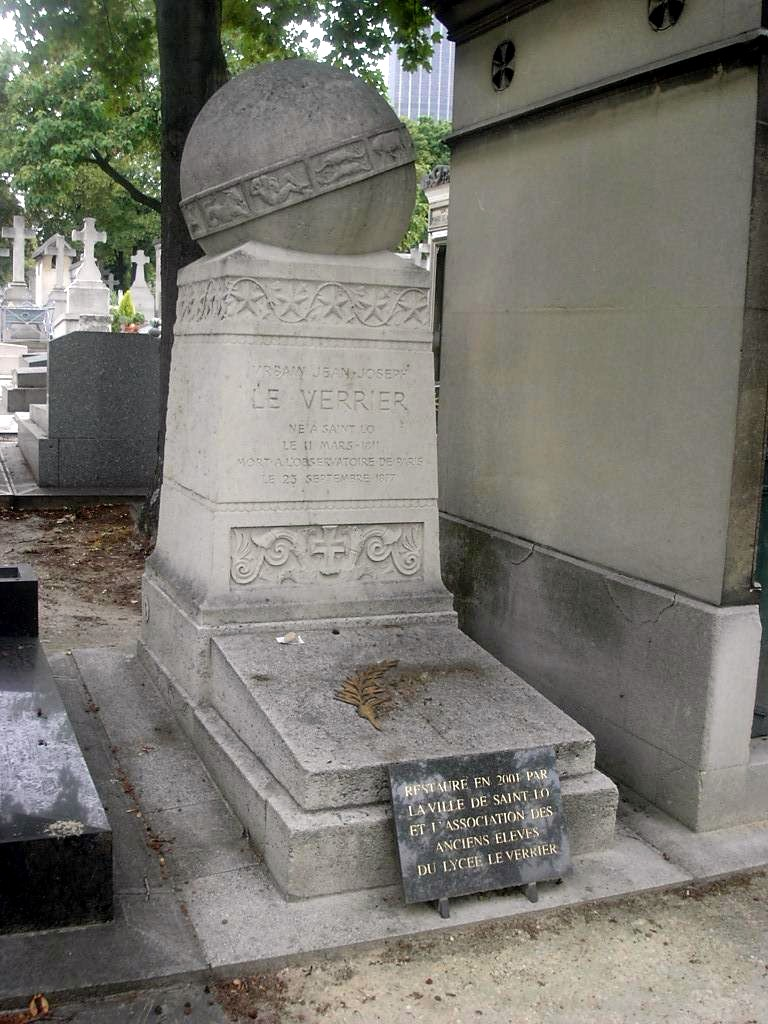
قبر أوربان لوفيريي

- ألبير قصيري (1913 ـ 2008): كتاب سيناريو وكاتب روائي
- أدولف كريمييه (1796 ـ 1880): محام وسياسي فرنسي.
- ألفريد دريفوس (1859 ـ 1935): ضابط مدفعية يهودي فرنسي، ارتبط اسمه بقضية دريفوس.
- ألكسندر أليخين (1892 ـ 1946): بطل شطرنج روسي.
- إميل تشوران (1911 ـ 1995): فيلسوف روماني.
- إميل دوركايم (1858 ـ 1917): عالم اجتماع فرنسي.
- أندريه سيتروين (1878 ـ 1935): رجل صناعة فرنسي، مؤسس شركة سيتروين الفرنسية للسيارات.
- أوجين بلغران (1810 ـ 1878): مهندس مدني.
- أوجين يونسكو (1909 ـ 1994): كاتب مسرحي روماني.
- أوربان لوفيريي (1811 ـ 1877): عالم رياضيات وفلك فرنسي.
- أوغست بيريه (1874 ـ 1954): معماري فرنسي.
- إيفاريست غالوا (1811 ـ 1832): عالم رياضيات وثوري فرنسي.
- إيمانويل شابرييه (1841 ـ 1894): مؤلف موسيقي فرنسي.

### ب
- بورفيريو دياث (1830 ـ 1915): جنرال وديكتاتور مكسيكي، هو أطول رؤساء المكسيك بقاء في الحكم.
- بول بورجيه (1852 ـ 1935): كاتب.
- بول ديشانيل (1855 ـ 1922): رئيس فرنسي سابق.
- بول رينو (1878 ـ 1966): محام وسياسي فرنسي.
- بول فيدال دو لا بلاش (1845 ـ 1918): جغرافي.
- بيير جوزيف برودون (1809 ـ 1865): فيلسوف وسياسي.
- بيير لاروس (1817 ـ 1875): معجمي وموسوعي فرنسي.

### ت
- تريستان تزارا (1896 ـ 1963): شاعر وكاتب روماني.

### ج
- جاك فيرجيس (1925 ـ 2013): محام.

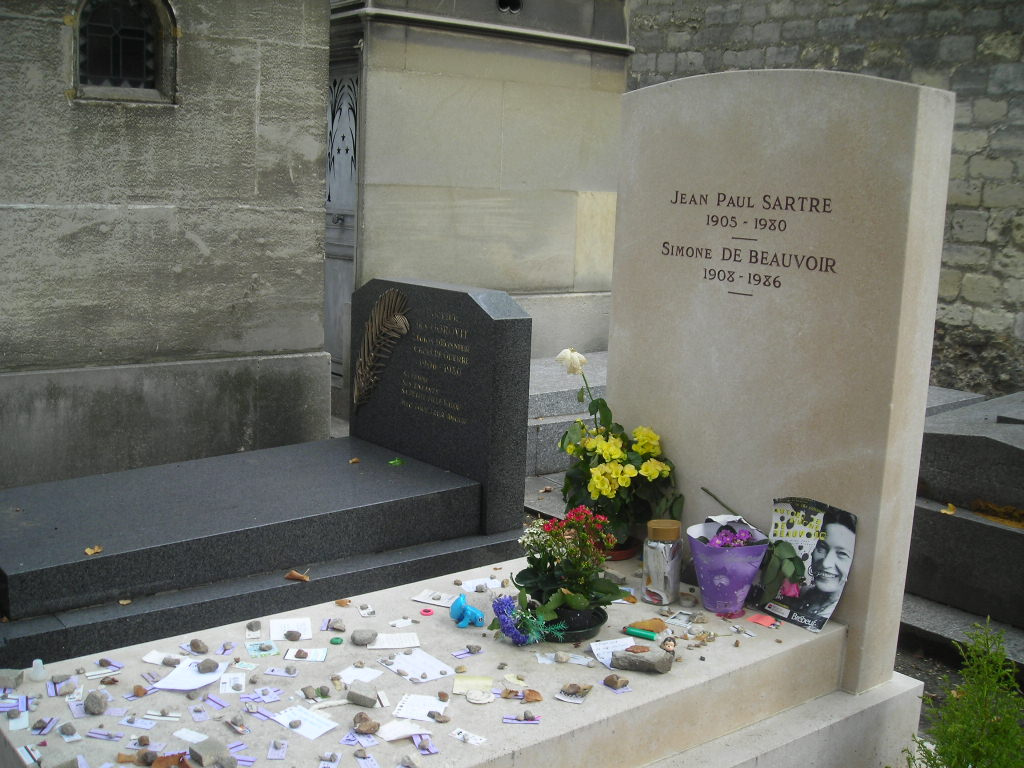
قبر جان بول سارتر وسيمون دي بوفوار

- جان بودريار (1929 ـ 2007): منظّر ثقافي وفيلسوف ومعلق سياسي ومصور فرنسي.
- جان بول سارتر (1905 ـ 1980): فيلسوف وروائي فرنسي.
- جان بيير رامبال (1922 ـ 2000): عازف فلوت.
- جورج شحادة (1905 ـ 1989): شاعر وكاتب مسرحي لبناني.
- جاك رينيه شيراك (1932 ـ 2019): سياسي ورئيس سابق للجمهورية الفرنسية.
- جول دومون دو أورفيل (1790 ـ 1842): مستكشف ارتاد جزر جنوب المحيط الهادئ اكتشف تمثال فينوس دي ميلو.

### خ

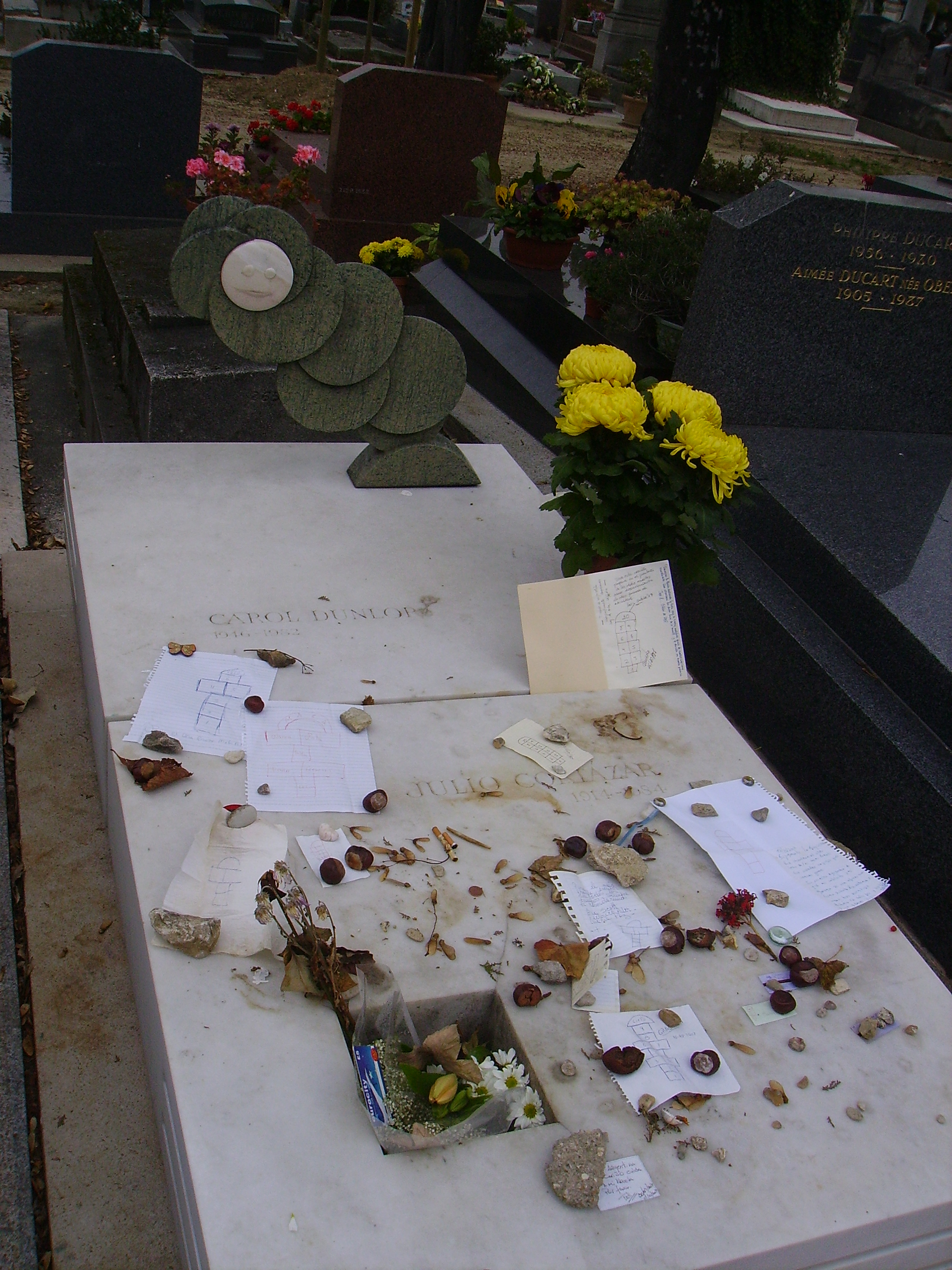
قبر خوليو كورتاثر

- خوليو كورتاثر (1914 ـ 1984): كاتب أرجنتيني.

### ر
- ريمون آرون (1905 ـ 1983): فيلسوف وعالم اجتماع وعالم سياسة.
- رينيه كاسان: دبلوماسي ومشرع فرنسي، حصل على جائزة نوبل في السلام سنة 1968. نُقلت رفاته لاحقًا إلى مقبرة العظماء بباريس في الذكرى المئوية لمولده سنة 1987.

### س

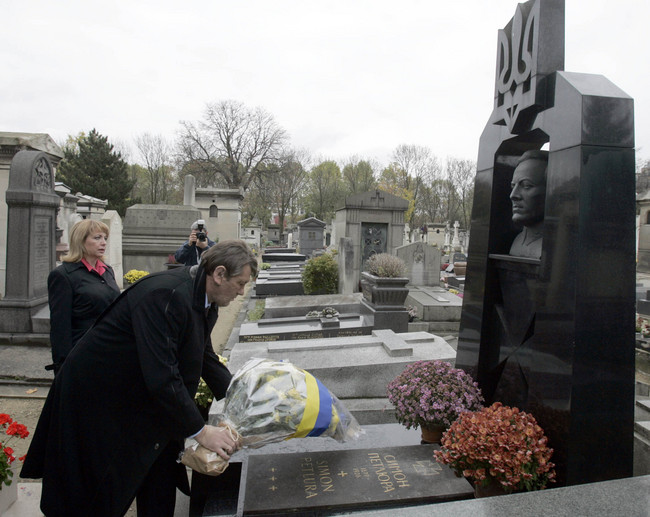
الرئيس الأوكراني الأسبق فيكتور يوشتشينكو يضع الزهور على قبر سيمون بتليورا

- سوزان سونتاج (1933 ـ 2004): كاتبة وفيلسوفة أمريكية.
- سيرج غينسبور (1928 ـ 1991): مطرب وملحن.
- سيزار بالداكيني (1921 ـ 1988): نحات فرنسي.
- سيزار باييخو (1892 ـ 1938): شاعر بيروفي.
- سيمون بتليورا (1879 ـ 1926): زعيم أوكراني.
- سيمون دي بوفوار (1908 ـ 1986): فيلسوفة وكاتبة نسوية فرنسية.

### ش

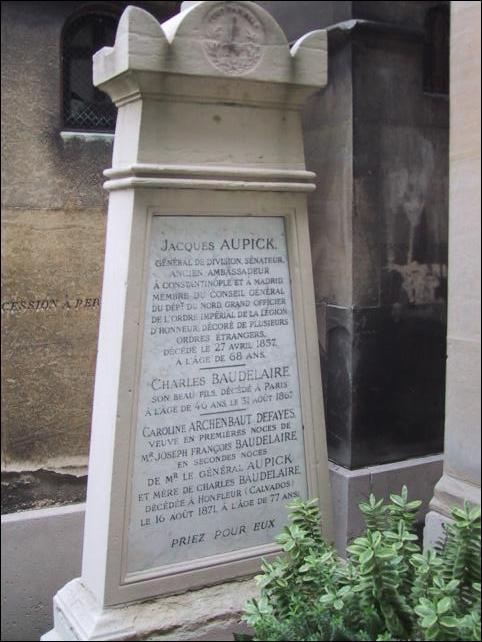
قبر شارل بودلير

- شابور بختيار (1914 ـ 1991): آخر رئيس وزراء في إيران تحت حكم الشاه محمد رضا بهلوي.
- شارل أوغستان سانت ـ بوف (1804 ـ 1869): مؤلف وناقد أدبي.
- شارل بودلير (1821 ـ 1867): شاعر فرنسي.
- شارل لافران (1845 ـ 1922): طبيب فرنسي حصل على جائزة نوبل في الطب سنة 1907.

### ص
- صمويل بيكيت (1906 ـ 1989): كاتب مسرحي وشاعر أيرلندي.

### غ
- غاسبار-غوستاف كوريوليس (1792 ـ 1843): رياضياتي فرنسي.
- غاستون ماسبيرو (1846 ـ 1916): عالم مصريات فرنسي.
- غي دو موباسان (1850 ـ 1893): كاتب فرنسي.

### ف
- فرانسوا جيرار (1770 ـ 1837): فنان تشكيلي.
- فرانسوا كوبيه (1842 ـ 1908): شاعر وروائي.
- فريديريك أوغست بارتولدي (1834 ـ 1904): نحات فرنسي، من أبرز أعماله تمثال الحرية.
- فيليب نويريه (1930 ـ 2006): ممثل.

### ق
- قسطنطين برانكوشي (1876 ـ 1957): نحات روماني.

### ك
- كارلوس فوينتس (1928 ـ 2012): كاتب مكسيكي.
- كامي سان صانز (1835 ـ 1921): مؤلف موسيقي.

### ل
- لويس فيرن (1870 ـ 1937): ملحن وعازف أرغن.

### م
- مارغريت دوراس (1914 ـ 1996): كاتبة ومخرجة سينمائية.
- مافيز جالانت (1922 ـ 2014): كاتبة.
- ماكس نورداو (1849 ـ 1923): طبيب وكاتب وزعيم صهيوني.
- مان راي (1890 ـ 1976): فنان تشكيلي ومصور أمريكي.
- موريس لوبلان (1864 ـ 1941): روائي فرنسي، ابتكر شخصية أرسين لوبين.

### هـ

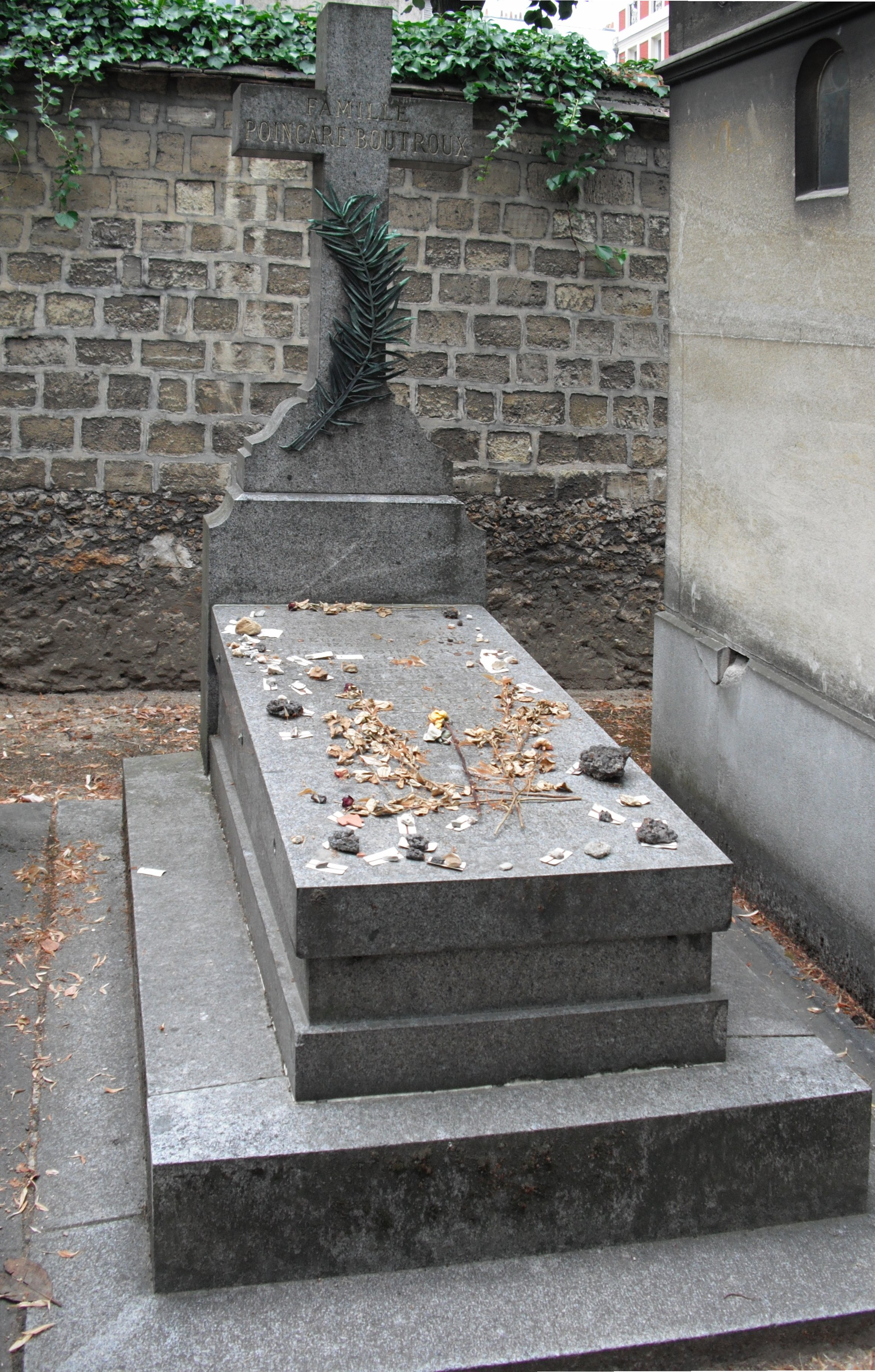
قبر أسرة بوانكاريه

- هاينريش رومكورف (1803 ـ 1877): صانع آلات ألماني.
- هنري بوانكاريه (1854 ـ 1912): عالم فيزياء ورياضيات.
- هنري ترويا (1911 ـ 2007): كاتب.

### و
- ويليام-أدولف بوغيرو (1825 ـ 1905): رسام واقعي فرنسي.